# 賀露村
賀露村（かろそん）は、鳥取県高草郡・気高郡にあった村・自治体である。

## 概要
現在の鳥取市賀露町・賀露町北・賀露町西・賀露町南におおむね相当する。千代川河口の左岸に位置し、西側には湖山砂丘（広義の鳥取砂丘の一部）が広がっていた。
賀露は加路・賀呂・軽とも書き、「カル」とも読んだ。語源については、因幡にゆかりの深い武内宿禰の子孫の軽部臣（かるべのおかみ）がいたという説、アイヌ語の「Ka（上の）」「Ru（路）」から転化したという説、海岸地帯であることから「Karl」（カール）に由来するという説などがある。平安時代の文書に布施郷加露荘と書いてあり、「カル」は「カロ」の訛ったものとされる。
鳥取の城下町が発展すると賀露はその外港として繁栄し、鳥取藩は軍事経済上重要な場所のため船手番所を置き警備にあてた。明治に入り商業が自由になると港湾改修の必要性が一層強まり、明治10年頃にオランダ人技師のヨハニス・デ・レーケが視察した。1889年（明治22年）に西防波堤が築造され、それ以来整備改修が行われた。
享保13年には湖山村から当村までの間に砂除けの土手を築き、砂防林として松を1万8千本植えた。

## 沿革
- 元禄14年（1701年） - 賀露村から枝郷の南隈村と晩稲村を分村[2]。
- 1881年（明治14年）9月12日 - 鳥取県再置。
- この間、高草郡賀露村外六ヶ村連合戸長役場を賀露村に設置し、同村および徳吉村・安長村・秋里村・江津村・晩稲村・南隈村を管轄[3]。
- 1889年（明治22年）10月1日 - 町村制の施行により、連合戸長役場管轄区域のうち賀露村が単独で自治体を形成して高草郡賀露村が発足。大字は編成せず。なお他の6ヶ村は合併して千代水村となった[3]。
- 1896年（明治29年）4月1日 - 郡制の施行により、高草郡・気多郡の区域をもって気高郡が発足し、気高郡賀露村となる。
- 1929年（昭和4年）12月1日 - 役場位置を1069番地に変更[4]。
- 1937年（昭和12年）2月15日 - 鳥取市に編入。同日賀露村廃止[5]。
- 1937年（昭和12年）3月2日 - 旧村域を鳥取市賀露町とする[6]。

## 行政

### 村長
- 宮崎才吉：1913年（大正2年）3月 - 1920年（大正9年）、1924年（大正13年） - 1936年（昭和11年）頃[7]

## 教育
- 賀露尋常高等小学校（現・鳥取市立賀露小学校）

## 交通

### 港湾
- 賀露港

### 鉄道
- 最寄りは湖山駅

### 道路
- 賀露街道: 千代水村の秋里・南隈を通って賀露に通ずる道路[3]

## 出身者
- 猪口敏平（海軍軍人、1896年 - 1944年）